# Euphorbia atropurpurea
Euphorbia atropurpurea är en törelväxtart som beskrevs av Pierre Marie Auguste Broussonet och Carl Ludwig von Willdenow. Euphorbia atropurpurea ingår i släktet törlar, och familjen törelväxter.

## Underarter
Arten delas in i följande underarter:
- E. a. atropurpurea
- E. a. lutea

## Bildgalleri

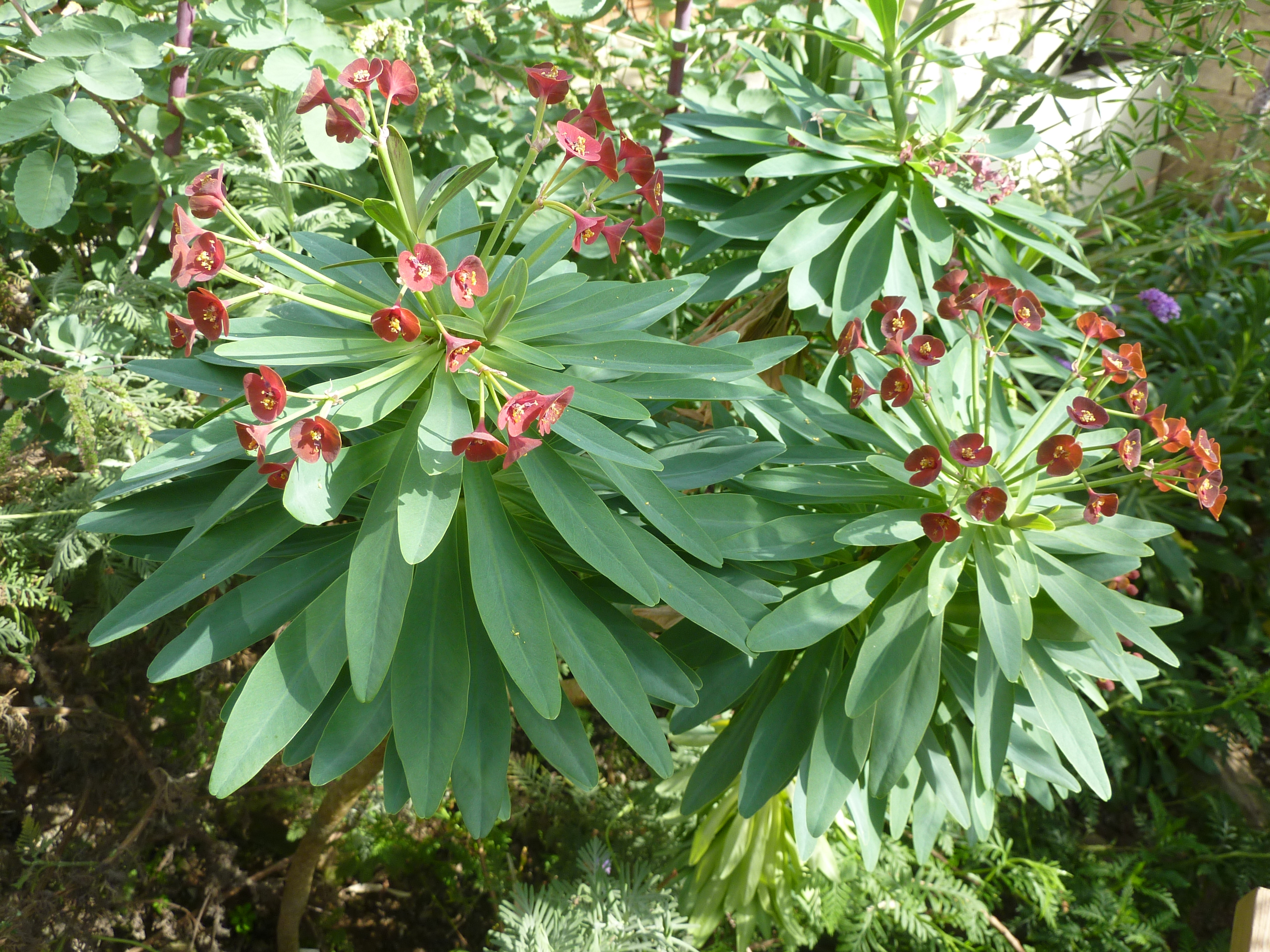
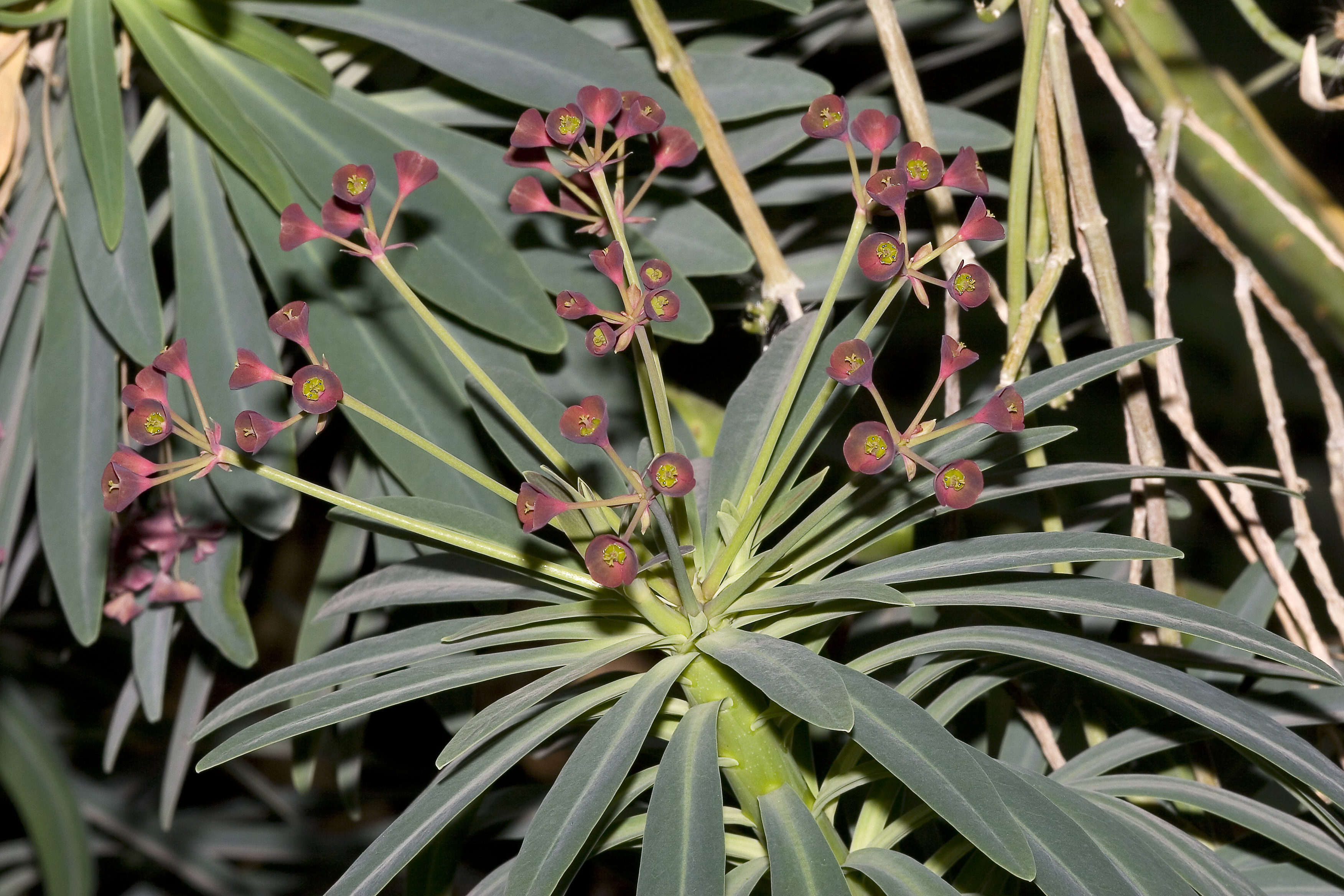
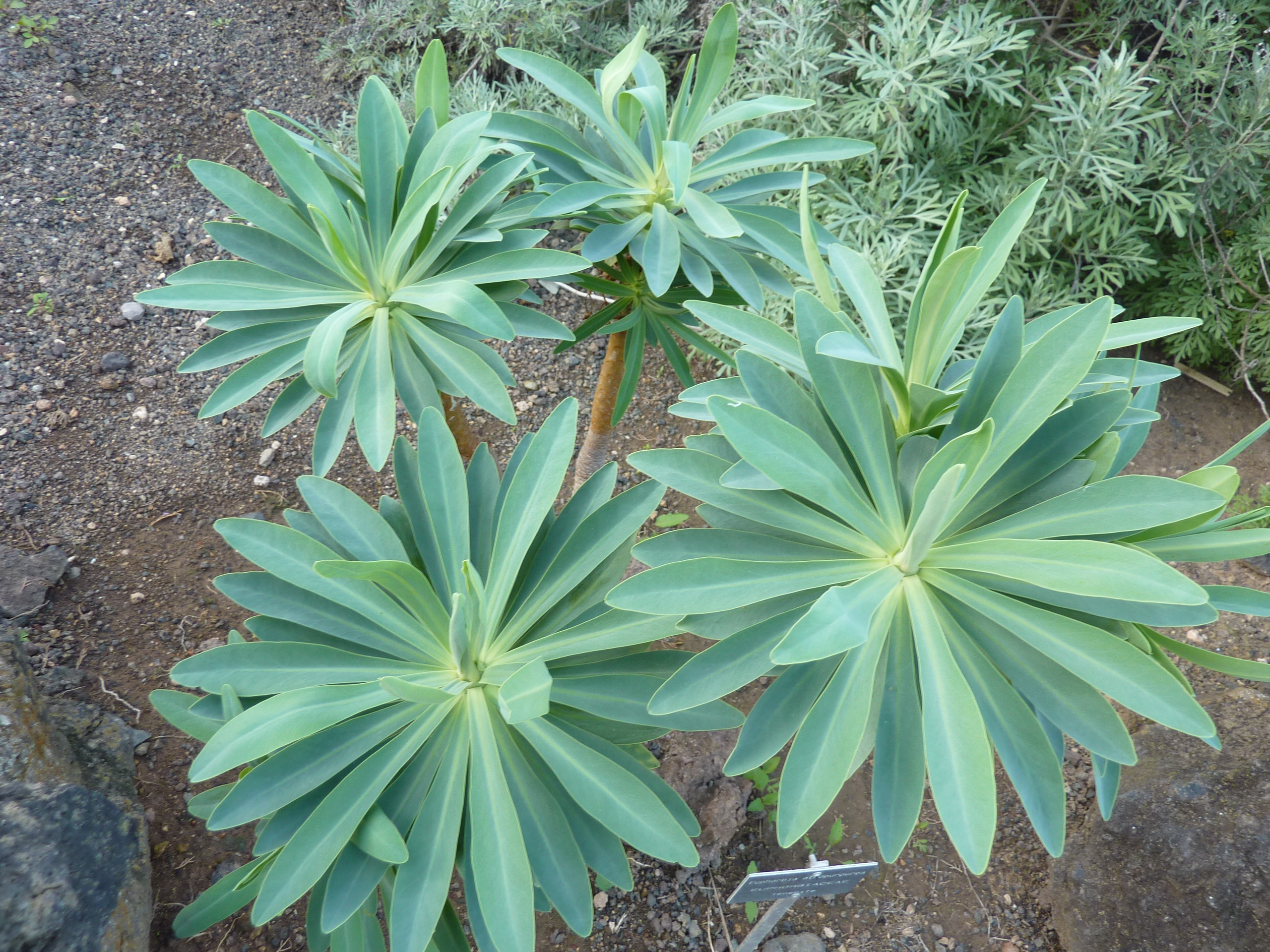
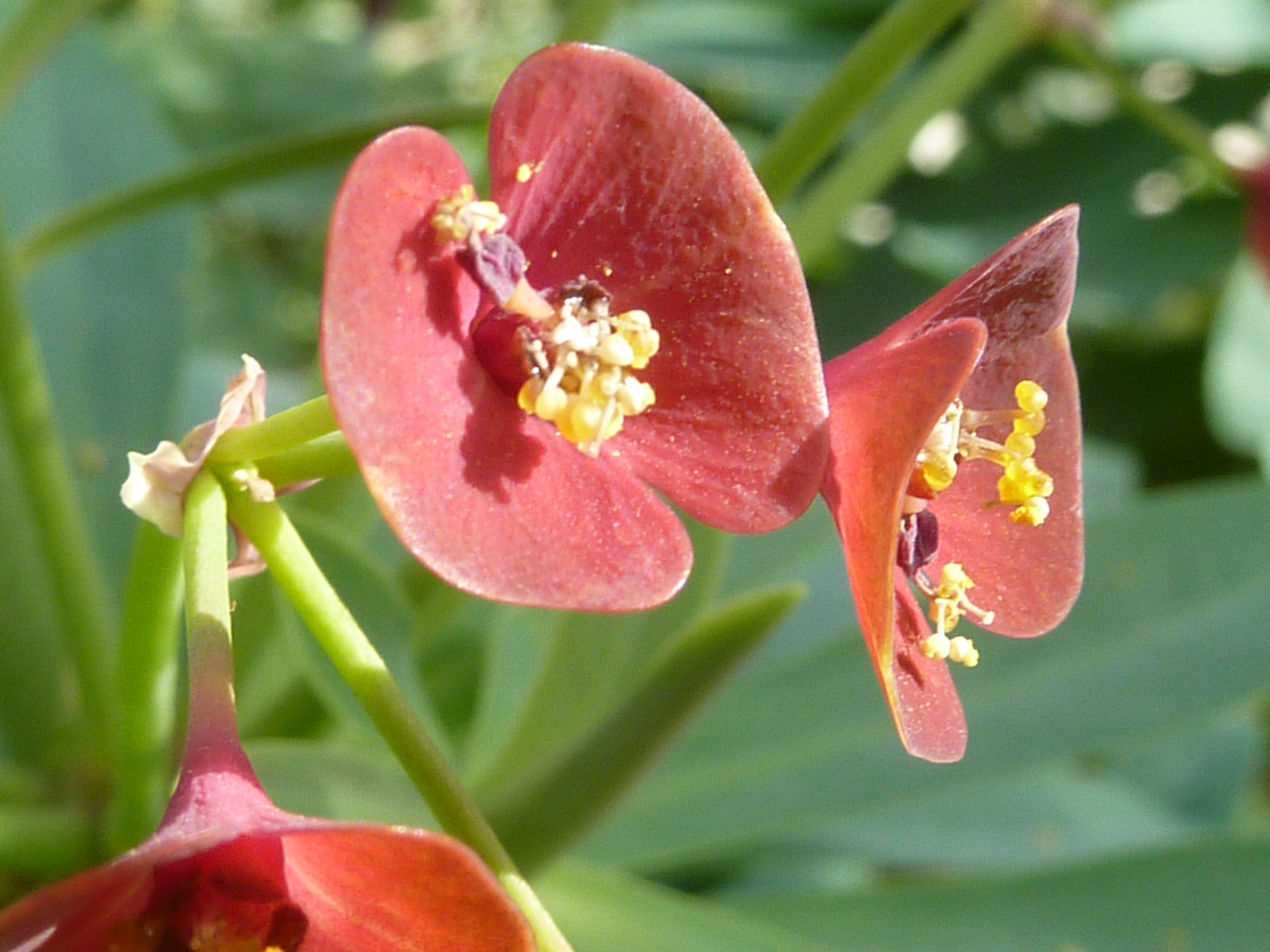
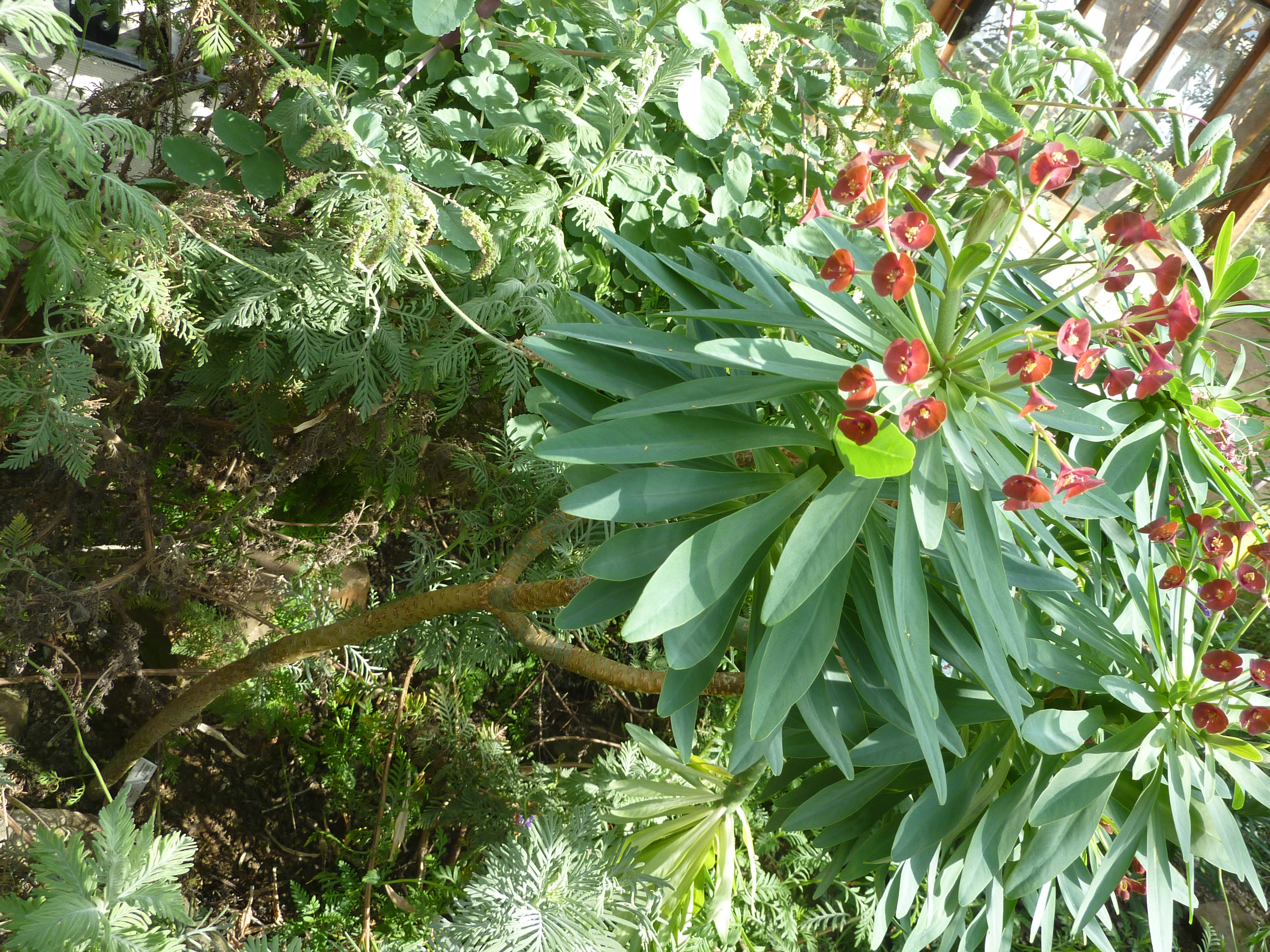
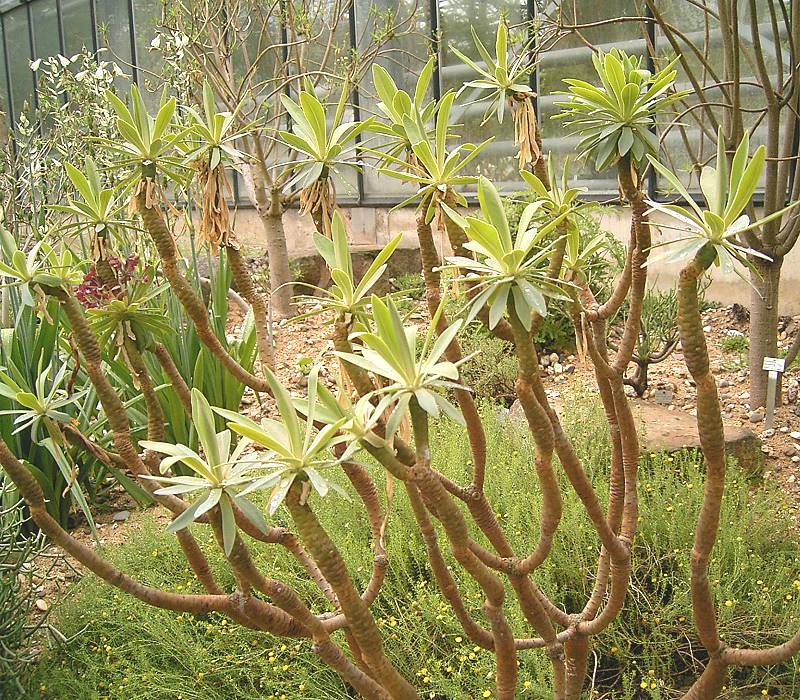